# Доусон, Филип Генри Мэннинг
Филип Генри Мэннинг Доусон (англ. Philip Henry Manning Dowson; 16 августа 1924 — 22 августа 2014) — британский архитектор.
В 1943 году Доусон ушёл с первого курса Оксфордского университета, где изучал математику, на военный флот. После демобилизации в 1947 году поступил в Кембриджский университет со специализацией по искусству, а затем окончил архитектурную академию в Лондоне. С 1953 году работал как архитектор.
Среди реализованных проектов Доусона — новые здания Оксфордского и Кембриджского университетов.
В 1981 году Доусон был избран в Королевскую Академию художеств, в 1993—1999 годах был её президентом.